# 莫科帕內

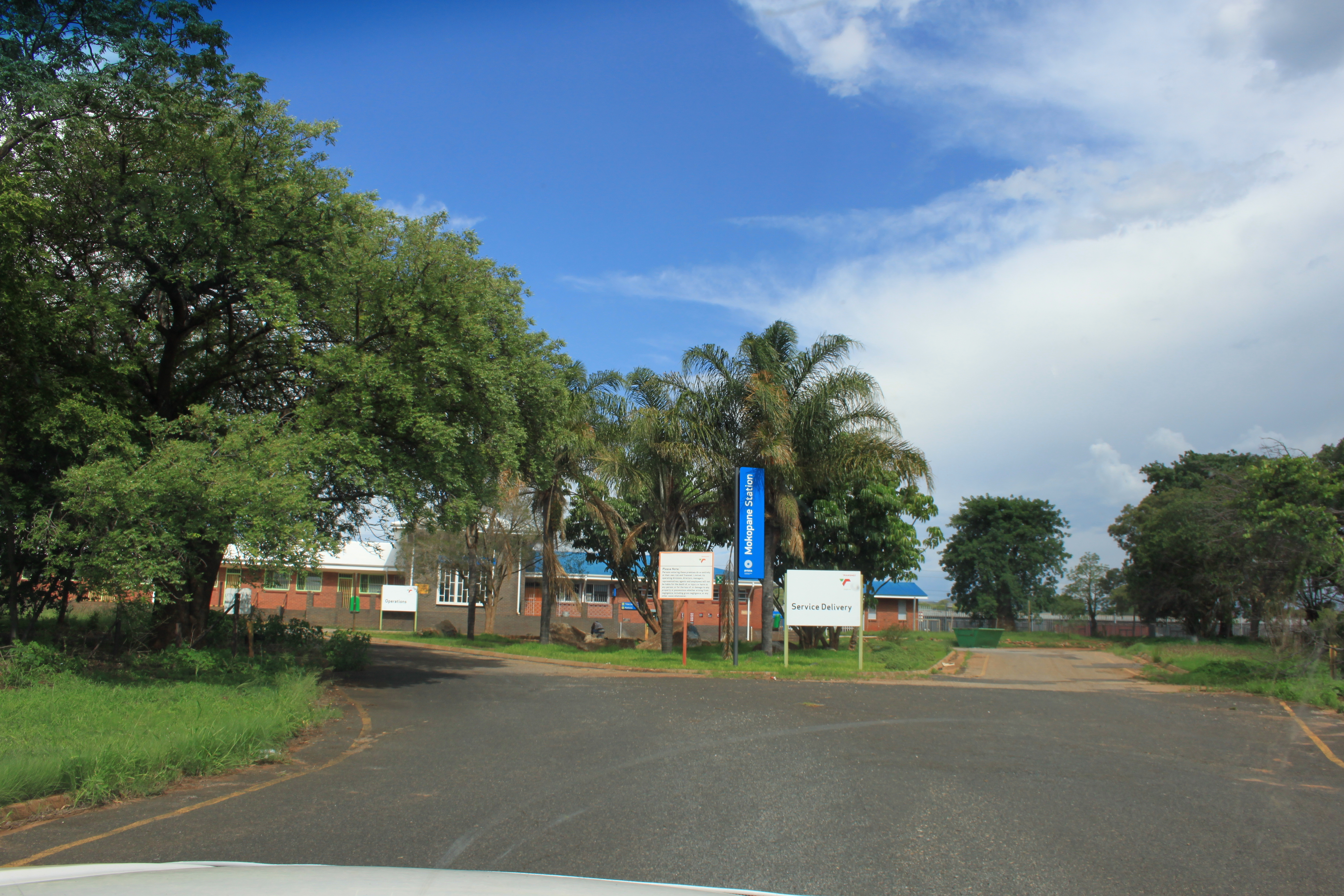
莫科帕內

莫科帕內（Mokopane），原名波特希特斯勒斯，是南非林波波省的城鎮，位於該國東北部，面積65.97平方公里，海拔高度1,130米，2001年人口19,391，人口密度每平方公里290人。

## 外部連結
- Mogalakwena municipality: assessment of information （页面存档备份，存于）